# Kaukaba
Kaukaba (arab. ‏كَوْكَبا‎) – nieistniejąca już arabska wieś, która była położona w Dystrykcie Gazy w Mandacie Palestyny. Wieś została wyludniona i zniszczona podczas wojny domowej w Mandacie Palestyny, po ataku oddziałów Hagany w dniu 12 maja 1948.

## Położenie
Kaukaba leżała na pograniczu nadmorskiej równiny ze wzgórzami Szefeli. Według danych z 1945 do wsi należały ziemie o powierzchni 8542 ha. We wsi mieszkało wówczas 680 osób.
| własność gruntów | powierzchnia gruntów (hektary) |
| ---------------- | ------------------------------ |
| Arabowie         | 8 386                          |
| Żydzi            | 0                              |
| publiczne        | 156                            |
| Razem            | 8 542                          |

| Rodzaj użytkowanych gruntów | Arabowie (hektary) | Żydzi (hektary) |
| --------------------------- | ------------------ | --------------- |
| uprawy nawadniane           | 166                | 0               |
| uprawy zbóż                 | 8 169              | 0               |
| nieużytki                   | 167                | 0               |
| zabudowane                  | 40                 | 0               |

## Historia
W czasie wypraw krzyżowych miejsce to było znane jako Coquebel. Wykopaliska archeologiczne z tego okresu odkryły fundamenty budynków, kolumny, kapitele, cysterny oraz basen. Wskazuje to, że Coquebel było zamożną miejscowością.
W 1596 wieś Kaukaba miała 88 mieszkańców, którzy płacili podatki pszenicą, jęczmieniem, sezamem, drzewem owocowym i winoroślami.
W okresie panowania Brytyjczyków Kaukaba rozwijała się jako niewielka wieś. Znajdowała się tutaj szkoła podstawowa.
Podczas wojny domowej w Mandacie Palestyny w dniu 12 maja 1948 wieś Kaukaba zajęli członkowie żydowskiej organizacji paramilitarnej Hagana. Większość mieszkańców uciekła wówczas. W trakcie I wojny izraelsko-arabskiej w jej rejonie przechodziła linia frontu izraelsko-egipskiego. Wieś kilkakrotnie przechodziła z rąk do rąk. W trakcie walk została doszczętnie zniszczona. Podczas operacji Jo’aw w nocy z 17 na 18 października wypędzono ostatnich mieszkańców wsi.

## Miejsce obecnie
Na gruntach należących do Kaukaba powstał w 1950 kibuc Kochaw Micha’el.
Palestyński historyk Walid Chalidi tak opisał pozostałości wioski Kaukaba:

W zalesionej części wzgórza nadal widoczna jest stara droga, jak również ściany i rozdrobniony gruz.